# واين هيلمان
واين هيلمان هو لاعب هوكي الجليد كندي، ولد في 13 نوفمبر 1938 في كيركلاند ليك في كندا، وتوفي في 24 نوفمبر 1990 بسبب نوبة قلبية.

## وصلات خارجية
- واين هيلمان على موقع دوري الهوكي الوطني (الإنجليزية)
- واين هيلمان على موقع قاعة مشاهير الهوكي (لاعب أن.إتش.أل) (الإنجليزية)
- واين هيلمان على موقع EliteProspects.com (الإنجليزية)
- واين هيلمان على موقع HockeyDB.com (الإنجليزية)
- واين هيلمان على موقع Hockey-Reference.com (الإنجليزية)